# Dašča Rijeka
Dašča Rijeka este un sat din comuna Petnjica, Muntenegru. Conform datelor de la recensământul din 2003, localitatea are 115 locuitori (la recensământul din 1991 erau 204 locuitori).

## Demografie
În satul Dašča Rijeka locuiesc 79 de persoane adulte, iar vârsta medie a populației este de 34,8 de ani (33,7 la bărbați și 36,1 la femei). În localitate sunt 31 de gospodării, iar numărul mediu de membri în gospodărie este de 3,71.
|  |

| Demografie | Demografie | Demografie |
| An         | Locuitori  | Locuitori  |
| ---------- | ---------- | ---------- |
|            |            |            |
|            |            |            |
|            |            |            |
|            |            |            |
| 1948       | 172        |            |
| 1953       | 214        |            |
| 1961       | 247        |            |
| 1971       | 253        |            |
| 1981       | 262        |            |
| 1991       | 204        | 201        |
| 2003       | 195        | 115        |

| \| Componența etnică conform recensământului din 2003[2] \| Componența etnică conform recensământului din 2003[2] \| Componența etnică conform recensământului din 2003[2] \| Componența etnică conform recensământului din 2003[2] \| Componența etnică conform recensământului din 2003[2] \| \| ----------------------------------------------------- \| ----------------------------------------------------- \| ----------------------------------------------------- \| ----------------------------------------------------- \| ----------------------------------------------------- \| \| \| \| \| \| \| \| Bosniaci \| Bosniaci \| \| 115 \| 100% \| \| necunoscută \| necunoscută \| \| 0 \| 0% \| |             |  |     |      |
| Componența etnică conform recensământului din 2003 |             |  |     |      |
| |             |  |     |      |
| Bosniaci | Bosniaci    |  | 115 | 100% |
| necunoscută | necunoscută |  | 0   | 0%   |